# Chrouy Neang Nguon
Chrouy Neang Nguon es una comuna (khum) del distrito de Srei Snam, en la provincia de Siem Riep, Camboya. En marzo de 2019 tenía una población estimada de 7713 habitantes.
Se encuentra ubicada al noroeste del país, a escasa distancia al norte del lago Sap (Tonlé Sap) y de las ruinas de los templos de Angkor y Angkor Wat.

## Estructuras antiguas
Kok Mom Temple
“estación de bomberos” templo.
Spean Khmeng
Puente de 35 metros de largo y 9 metros de ancho.
Yaey Tei Temple
Un antiguo templo de ladrillo que estaba rodeado por un foso.